# Tre Johnson
Richard Earl Johnson III, detto Tre (Dallas, 7 marzo 2006), è un cestista statunitense di ruolo guardia tiratrice, professionista nella NBA con i Washington Wizards.

## Carriera

### College
Nella sua prima partita con i Texas Longhorns contro Ohio State, Johnson ha fatto registrare 29 punti, 5 rimbalzi, 4 assist, 2 palle rubate e una stoppata. Il 26 febbraio 2025 ha battuto il record di istituto per un giocatore al primo anno appartenente a Kevin Durant segnando 39 punti nella sconfitta ai tempi supplementari contro Arkansas. Nella vittoria contro Texas A6M, Johnson fu il miglior marcatore dell'incontro con 20 punti e segnò il tiro da tre punti del vantaggio in un doppio tempo supplementare. La sua unica stagione nella pallacanestro università si è chiusa con una media di 19,9 punti, 3,1 rimbalzi e 2,7 assist a partita, venendo premiato come debuttante dell'anno della Southeastern Conference e inserito nella seconda formazione ideale della stessa.

### Carriera professionistica
Johnson è stato selezionato come sesto assoluto dai Washington Wizards nel Draft NBA 2025.

## Statistiche

### College
| Anno      | Squadra         | PG | PT | MP   | TC%  | 3P%  | TL%  | RP  | AP  | PRP | SP  | PP   |
| --------- | --------------- | -- | -- | ---- | ---- | ---- | ---- | --- | --- | --- | --- | ---- |
| 2024-2025 | Texas Longhorns | 33 | 33 | 34,7 | 42,7 | 39,7 | 87,1 | 3,1 | 2,7 | ,9  | 0,3 | 19,9 |
| Carriera  | Carriera        | 33 | 33 | 34,7 | 42,7 | 39,7 | 87,1 | 3,1 | 2,7 | ,9  | 0,3 | 19,9 |

## Palmarès

### Scuole superiori
- McDonald's All-American (2024)
- Jordan Brand Classic (2024)
- Nike Hoop Summit (2024)
- Texas Mr. Basketball (2023)

### NCAA
- SEC Freshman of the Year (2025)
- Second-team All-SEC (2025)